# These Are the Days
These Are the Days è il secondo album in studio della band rock danese Saybia, pubblicato il 13 settembre 2004.

## Tracce
Testi di Søren Huss, musiche di Saybia.
1. Brilliant Sky (testo: Søren Huss – musica: Saybia)
2. Bend the Rules (testo: Søren Huss – musica: Saybia)
3. I Surrender (testo: Søren Huss – musica: Saybia)
4. Guardian Angel (testo: Søren Huss – musica: Saybia)
5. We Almost Made It (testo: Søren Huss – musica: Saybia)
6. Soul United (testo: Søren Huss – musica: Saybia)
7. Flags (testo: Søren Huss – musica: Saybia)
8. The Haunted House on the Hill (testo: Søren Huss – musica: Saybia)
9. Stranded (testo: Søren Huss – musica: Saybia)
10. It's OK Love (testo: Søren Huss – musica: Saybia)
11. Untiled (testo: Søren Huss – musica: Saybia)

Durata totale: 0:00

## Formazione
- Søren Huss: canto, chitarra acustica
- Jeppe Langebek Knudsen: basso
- Palle Sørensen: batteria
- Sebastian Sandstrøm: chitarra
- Jess Jenson: tastiere